# Bistum Brescia
Das Bistum Brescia (lat.: Dioecesis Brixiensis, ital.: Diocesi di Brescia) ist eine Diözese der römisch-katholischen Kirche um die norditalienische Stadt Brescia. Sie untersteht der Erzdiözese Mailand und umfasst 470 Pfarreien. Das Gebiet der Diözese erstreckt sich über die gesamte Provinz Brescia und einen Teil der Provinz Bergamo.

## Geschichte
Die Missionierung der Gegend um Brescia ging vermutlich vom benachbarten Mailand aus. Das Bistum Brescia entstand im 1. Jahrhundert und unterstand seitdem dem Erzbistum Mailand.

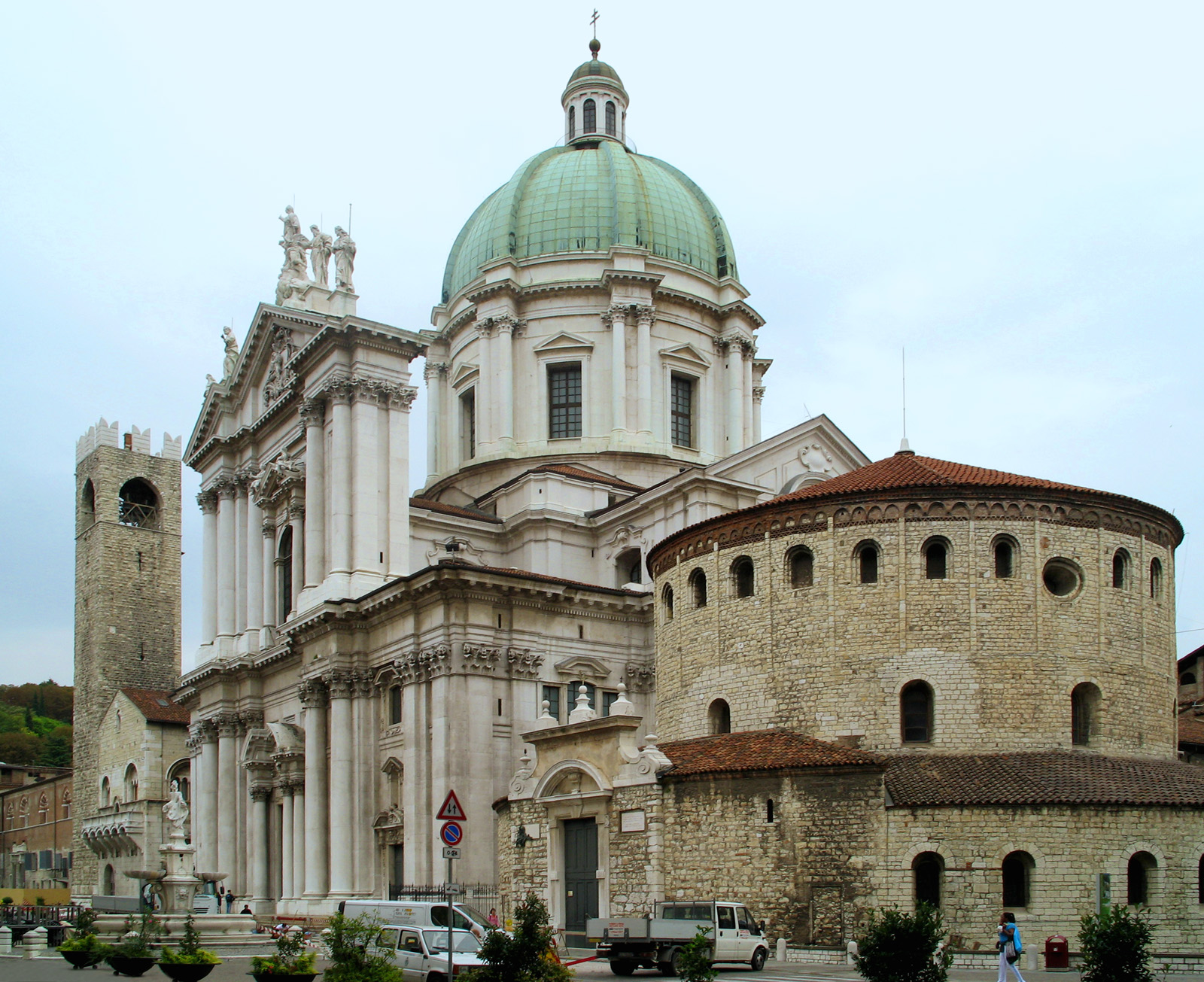
Santa Maria Assunta, Kathedrale von Brescia

Während der Regierungszeit Kaiser Hadrians fielen die Brüder Faustinus und Jovita um 120 in Brescia der Christenverfolgung zum Opfer und erlitten das Martyrium. Als Heilige in der katholischen Kirche sind sie heute die Schutzpatrone der Stadt und Diözese Brescia.
Kathedrale ist Santa Maria Assunta in Brescia.